# Maysville (Iowa)
Maysville es una ciudad ubicada en el condado de Scott en el estado estadounidense de Iowa. En el Censo de 2010 tenía una población de 176 habitantes y una densidad poblacional de 254,51 personas por km².

## Geografía
Maysville se encuentra ubicada en las coordenadas 41°38′59″N 90°43′6″O / 41.64972, -90.71833. Según la Oficina del Censo de los Estados Unidos, Maysville tiene una superficie total de 0.69 km², de la cual 0.69 km² corresponden a tierra firme y (0%) 0 km² es agua.

## Demografía
Según el censo de 2010, había 176 personas residiendo en Maysville. La densidad de población era de 254,51 hab./km². De los 176 habitantes, Maysville estaba compuesto por el 98.86% blancos, el 0% eran afroamericanos, el 0% eran amerindios, el 0.57% eran asiáticos, el 0% eran isleños del Pacífico, el 0% eran de otras razas y el 0.57% pertenecían a dos o más razas. Del total de la población el 0% eran hispanos o latinos de cualquier raza.